# Estoloides pararufipes
Estoloides pararufipes är en skalbaggsart som beskrevs av Stefan von Breuning 1974. Estoloides pararufipes ingår i släktet Estoloides och familjen långhorningar.
Artens utbredningsområde är Belize. Inga underarter finns listade i Catalogue of Life.